# NGC 908
NGC 908 es una galaxia espiral barrada (SBc) en la constelación de Cetus. Tiene una declinación de -21° 14' 00" y una ascensión recta de 2 horas, 23 minutos y 04,6 segundos. Fue descubierta el 20 de septiembre de 1786 por William Herschel.